# Corba en J

Figura 1. Il·lustració de la corba en J.

La corba en J és una hipòtesi de la matemàtica no lineal que sorgí de la teoria econòmica. Descriu l'evolució temporal dels efectes d'una depreciació real de la moneda nacional en la balança comercial d'un país en una economia oberta. A curt termini, l'efecte en el compte corrent és negatiu (el valor d'importació és major que el d'exportació). Només amb el temps condueix a una depreciació real de la moneda nacional i a la millora desitjada en el compte corrent. La corba rep el seu nom per la seva semblança amb la lletra J.

## Equilibri de model de comerç (Economia)
En economia, la corba en J descriu la tendència a l'equilibri del comerç d'un país després d'una devaluació o depreciació de la seva moneda, sota determinats supòsits. La devaluació de moneda significa que les importacions són més cares, i que el volum d'importacions i exportacions canvia de manera immediata. La deterioració de la balança comercial per compte corrent s'alleujarà ràpidament. Després d'un temps, el volum d'exportacions pot començar a augmentar a causa d'uns preus més competitius i els consumidors podran importar menys productes pel seu major cost.

### Un exemple, la devaluació de la moneda
La corba en J és útil per a explicar també el teorema Marshall-Lerner. De fet, en el cas de la depreciació del tipus de canvi, observem el denominat efecte de corba en J. A curt termini, la depreciació del tipus de canvi provoca la deterioració de la balança comercial, ja que només es manifesta en l'efecte dels preus, mentre que l'efecte quantitat tendeix a ser nul. Això es deu al fet que, en realitat, els consumidors i productors reaccionen als canvis de preus en el mercat interior i en l'exterior en moments diferents respecte als canvis de tipus, com a resultat dels fluxos intercanviats que es mantenen immòbils durant un període determinat. A llarg termini, l'efecte quantitat es manifesta en l'augment de la intensitat i pot produir un augment en la quantitat de les exportacions i una disminució en les importacions. Això significaria una millor balança comercial en un termini mig.
Se sap que una depreciació de la moneda nacional porta, ceteris paribus, a una millora del compte corrent:
- Amb una devaluació de la moneda local, el tipus de canvi real es redueix.
- Els béns i serveis nacionals són relativament més barats.
- La demanda afegida de béns domèstics i serveis augmenta.
- Els béns i serveis nacionals són cada vegada més demandats a l'estranger. Per tant, s'exporta més.
- Les importacions disminueixen pel fet que els nacionals substitueixen productes i serveis estrangers per productes i serveis nacionals.
- Les exportacions netes s'incrementen i millora el compte corrent.

No obstant això, a més llarg termini, els consumidors reaccionen als canvis en els preus relatius dels productes nacionals i estrangers. L'augment de les exportacions dels productes nacionals farà pujar els preus a l'estranger i, per tant, deixaran de ser preus competitius. Les importacions recuperaran terreny i el compte corrent tornarà al seu punt de partida. A llarg termini, doncs, l'efecte és empíricament neutre.
D'altra banda, en el cas d'apreciació o revaluació de la moneda d'un país s'observa el resultat oposat al descrit anteriorment, és a dir, un augment en el saldo del compte corrent en el primer temps, seguit d'una disminució de la mateixa fins a assolir l'equilibri.

### Capital d'inversió
En el banc d'inversió, la corba en J sol il·lustrar la tendència històrica dels fons de capital d'inversió o capital de risc a resultats negatius en els primers anys d'una inversió i a obtenir beneficis creixents en els anys que segueixen a aquesta inversió. La corba en J representa l'efecte del valor d'un fons de capital privat en el seu NAV (Net Asset Value). El traçat en un gràfic del benefici o NAV d'un fons de capital d'inversió des del seu lleçament fins al final del mateix descriu una corba en J.

### Medicina
En Medicina, la corba en J descriu un gràfic en el qual en l'eix horitzontal col·loquem dos símptomes tractables (tensió arterial i nivells de colesterol en sang), mentre en l'eix vertical indiquem la possibilitat que un pacient desenvolupi la malaltia cardiovascular. És ben conegut que la tensió arterial alta o els alts nivells de colesterol augmenten el risc d'un pacient; no obstant això, s'ignora que, en grans parcel·les de població, la mortalitat per una malaltia cardiovascular sovint pren la forma d'una corba en J en pacients amb tensió arterial molt baixa i/o nivells de colesterol baix.

### Ciències polítiques (model de revolucions)
També en ciència política apareix la corba en J, a partir del model desenvolupat per James Chowning Davies per explicar les revolucions polítiques. Davies afirma que les revolucions són una resposta subjectiva a una sobtada crisi econòmica després d'un període llarg de creixement econòmic. Davies anomena a aquesta sobtada crisi privació relativa i elabora una teoria de la privació relativa en la qual la frustració de les expectatives porta a una acció col·lectiva que es retroalimenta. Les expectatives de l'acció col·lectiva podrien augmentar amb el creixement dels nivells de desigualtat dins un país.